# João de Loureiro
João de Loureiro (* 8. September 1717 in Lissabon (Taufdatum); † 18. Oktober 1791 in Lissabon) war ein portugiesischer Missionar und Botaniker. Sein offizielles botanisches Autorenkürzel lautet „Lour.“.

## Leben und Wirken
Er lebte in Mosambik, 30 Jahre lang in Cochinchina und drei Jahre in China. Sein Hauptwerk ist die Flora cochinchinensis.

## Ehrungen
Nach ihm benannt ist die Pflanzengattung Loureira Raeusch. aus der Familie der Spindelbaumgewächse (Celastraceae).

## Werke
- Flora cochinchinensis…. Akademie, Lissabon 1790 (1. Auflage) online bei Biblioteca Digital de Botânica
- Flora cochinchinensis… 2. Auflage. Haude & Spener, Berlin 1793.